# Avenida Flatlands
Flatlands Avenida es una de las avenidas más importantes del barrio de Brooklyn en la ciudad de Nueva York. Corre aproximadamente de este a oeste, de la Avenida N en Flatlands en el oeste a la Avenida Fountain en Canarsie en el este. La avenida crea las fronteras de parque Marino en su el norte de lado, y de Midwood en su el sur de lado. La avenida corre un sendero diagonal y se cruza con otras pocas calles mayores en Brooklyn, como la Avenida Flatbush, la Avenida Utica, Avenida Rockaway, y la Avenida Pensilvania. La Avenida en la mayor parte tiene cuatro carriles, y es dividida por una mediana central cuando pasa por Canarsie y East New York. La Avenida es servida por la línea de autobús B96. 